# ووینگس (مریلند)
ووینگس (به انگلیسی: Owings) شهری در ایالت مریلند کشور ایالات متحده آمریکا است که جمعیت آن در سرشماری سال ۲۰۱۰ میلادی، ۲٬۱۴۹ نفر بوده‌است.